# عدد متسع
العدد المتسع هو عدد مضلعي يمثل شكل متسع. تعطى صيغة العدد المتسعي للعدد n بالعلاقة:
{\displaystyle {\frac {7n^{2}-5n}{2}}.}
من أوائل الأعداد المتسعة:
1، 9، 24، 46، 75، 111، 154، 204